# Walter Irving Newby Grant
Walter Irving Newby Grant, avstralski častnik, vojaški pilot in letalski as, * 28. avgust 1899.
Nadporočnik Grant je v svoji vojaški karieri dosegel 7 zračnih zmag.